# Dochód realny
Dochód realny – dochód nominalny skorygowany o poziom inflacji. Wielkość dochodu realnego określa siłę nabywczą konsumenta, czyli ilość dóbr i usług, które może on nabyć za dochód nominalny. Wzrostowi dochodu nominalnego może towarzyszyć obniżenie dochodu realnego. Opisana sytuacja ma miejsce, gdy ceny dóbr i usług rosną szybciej niż płace, czyli nominalne dochody pieniężne.

## Obliczanie dochodu realnego
Aby obliczyć dochód realny, trzeba podzielić wskaźnik dochodu nominalnego przez wskaźnik cen (miara inflacji). Przykładowo, jeśli dochód nominalny wzrósł w ciągu roku, od stycznia do grudnia, z 4000 zł do 5000 zł, a wskaźnik cen wyniósł w tym roku 110, to realny dochód na koniec roku wynosił 5000*(100/110), czyli 4545,45 zł.